# Oleko Dounditch

Oleko Dounditch (Олеко Дундич) est un film soviético-yougoslave de Leonid Loukov sorti en 1958 en URSS.  

## Synopsis
En 1917, un officier de l'armée de volontaires serbes, Oleko Dounditch, s'attend à une peine sévère dans une prison d'une ville de province russe. Il a libéré quatre soldats condamnés à mort pour avoir sympathisé avec des agitateurs révolutionnaires. Cependant, le déclenchement de la révolution ouvre les portes des prisons et Doundich recouvre la liberté. Avec ses camarades, il passe du côté des rebelles et devient le commandant de l'escadron international au sein de la 1re armée de cavalerie. Le cavalier courageux et entreprenant se fait vite remarquer et se met à confier des missions audacieuses et dangereuses. Dounditch et ses amis, déguisés en gardes blancs, pénètrent les arrières de l'ennemi, s'emparent de documents importants et sèment la panique.
Pendant tout le temps des combats, Pavle Hodzic devient le principal adversaire de Dounditch. Lui, au grade de colonel, est devenu l'un des chefs du contre-espionnage et propose des combinaisons astucieuses, essayant de piéger son ancien camarade de corps.

## Fiche technique
- Scénaristes : Leonid Loukov, Antoni Issakovitch d'après la pièce d'Аlexandre Rjechevski et Mikhaïl Katz
- Réalisateur : Leonid Loukov
- Musique : Nikita Bogoslovski
- Direction artistique : Alexandre Dikhtiar
- Costumes : Igor Bakhmetiev
- Monteuse : I. Joutchkova

## Distribution
- Branko Plesa : Oleko Dounditch
- Tatiana Piletskaïa : Galia
- Vladimir Trochine : Kliment Vorochilov
- Lev Sverdline : Semion Boudionny
- Milan Pouzitch : Pavel Hodzic, garde blanc dans le contre-espionnage
- Boris Livanov : général Mamontov
- Sergueï Loukianov : général Chkouro
- Constantin Sorokine : le commandant rouge
- Tatiana Konioukhova : Dacha, soldate de l'Armée rouge
- Liouba Gaditch : Dragitch
- Dragomir Felba : Palitch